# Massaguet
Massaguet er en by i Tchad og er hovedbyen i departementet Haraze Al Biar. 
12°28′N 15°26′Ø / 12.47°N 15.43°Ø